# 梅甘·琼斯
梅甘·琼斯（英語：Megan Jones，1976年11月6日—），澳大利亚女子马术运动员。她曾代表澳大利亚参加2008年夏季奥林匹克运动会马术比赛，获得团体三项赛银牌和个人三项赛第四名。